# Sofijske centralne mineralne kopeli
V stavbi nekdanjih Sofijskih centralnih mineralnih kopeli (bolgarsko Централна минерална баня, latinizirano: Zentralna mineralna banja) ali Sofijskih mestnih mineralnih kopeli (Софийска градска минерална/Sofijska gradska mineralna banja) sta bila bazen in termalno kopališče v središču bolgarske prestolnice Sofija od 1913 do 1988. Zadnji napis nad glavnim vhodom se glasi »Skupnostne mineralne kopeli« (bolgarsko Общинска минерална баня, latinizirano: Obschtinska mineralna banja), pogovorno se uporablja tudi množinska oblika – Centralne mineralne kopeli (bolgarsko Централни минерални ни бани, latinizirano: Zentralni mineralni bani). Od septembra 2015 je v stavbi Muzej zgodovine Sofije.
Centralno kopališče stoji prav v središču Sofije, v okrožju Oborishte (bolgarsko Оборище). Skupaj s sosednjo mošejo Banja Baši, osrednjo tržnico v Sofiji in sofijsko sinagogo tvori zgodovinsko dragoceno arhitekturno celoto, ki oblikuje središče zgodovinske Sofije. Leta 1998 sta bila stavba nekdanjega osrednjega kopališča in kopališki trg pred njim uvrščena na bolgarski seznam kulturnih spomenikov državnega pomena.
Pred kopališčem, katerega 80 m dolga sprednja stran z glavnim vhodom je obrnjena proti zahodu, je kopališki trg (bolgarsko площад Бански, latinizirano: Ploschtad Banski), znan tudi kot »trg pred osrednjim kopališčem« (bolgarsko Площад пред центральной бан я) imenovan – majhen park, ki se povezuje z Bulevarom Knjaginje Marije Luise. Centralno kopališče omejujejo še na tri druge ulice: zadaj (na vzhodu) ulica Serdika, na jugu (če gledamo na glavni vhod: desno)  ulica Triadiza in na severu (če gledamo na glavno vhod: na levi strani) Ulica eksarha Josifa.

## Zgodovina
Kopališče je bilo nekoč kulturna ustanova, katere tradicija sega v rimske terme. Na tem mestu v središču Sofije, kjer se že od rimskih časov dviga termalni vrelec s temperaturo 46 °C, je vsaj od 16. stoletja javno turško kopel (hamam ali orientalska kopel), ki je neposredno mejila na mošejo. Preden so bile leta 1913 zgrajene Centralne mineralne kopeli, je ta stara turška kopel že močno propadala.
Mošeja Banja Baši je dobila ime po tej stari, precej manjši turški kopeli, ki je bila celo bližje mošeji kot današnja osrednja kopel. Banja-Baši pomeni 'pred kopeljo', zato se ime mošeje prevaja tudi kot kopalna mošeja.
Med osmansko vladavino so v Sofiji zgradili hamame na številnih točkah, kjer izvirajo mineralni vrelci. Eno najbolj znanih »orientalskih kopališč« je bilo v 16. stoletju zgrajeno neposredno na mošeji Banja Baši. O tem poročajo tudi popotniki v svojih popotniških poročilih. Med obiskom avstrijskega popotnika Hansa Dernschwama (1494–1568), ki je Sofijo obiskal v letih 1553 in 1555, je opazil obstoj velikega in dveh manjših kopališč na obeh straneh mesta. Kopel je Dernschwam podrobno opisal.
Zaradi naraščajočega prebivalstva stari hamami niso več zadoščali, zato je leta 1881, tri leta po koncu osmanske vladavine leta 1878, sofijski mestni svet razpravljal o razširitvi ali predelavi starega »Orientalskega kopališča« pri mošeji.
Nova razširitev se je imenovala Malo kopališče (Малка баня). Imelo je vhod na Ulico eksarha Josifa in je imelo 50 sedežev v dveh vrstah, rusko kopel, kadi za bolnike in pralnico. Objekti so bili v različnih razredih: od prvega do tretjega razreda. Za uporabo bazena so prvič zaračunali vstopnino.
Vendar dozidava starega hamama ni bistveno rešila prostorskega problema, zato se je leta 1906 začela gradnja nove mineralne kopeli, osrednje kopališke stavbe, ki obstaja še danes. Med gradnjo osrednjega kopališča leta 1913 so bile zgrajene tudi druge arhitekturno pomembne stavbe v Sofiji: dve leti prej je bila odprta osrednja tržnica nasproti (1911). Takoj po osamosvojitvi Bolgarije od Osmanskega cesarstva je bila leta 1879 zgrajena Aleksandrovska bolnišnica (Александровска болница), leta 1884 stavba parlamenta (Народно събрание / Narodno Sabranie) in leta 1885 Vojno ministrstvo (Военно министерство), 1907 Ljudsko gledališče Ivan Vasov (Народен театър "Иван Вазов"), 1907 Vojaški klub (Военен клуб, danes Centralni vojaški klub), leta 1908 sinodalna palača (Синодална палата), leta 1912 stolnica Aleksandra Nevskega (Храм-паметник Свети Александър Невски) in leta 1913 - v letu, ko je bilo dokončano osrednje kopališče - je bila dokončana tudi gradnja ruske cerkve (Руска църква). Okrog leta 1900 do 1920 je arhitekturni slog dunajske secesije vplival tudi na arhitekturni slog v Sofiji. Številne javne stavbe v Sofiji so zgrajene v tem slogu: kraljeva palača v Sofiji, stavba univerze (glavna stavba sofijske univerze), akademija umetnosti, vojaški klub, osrednja tržnica, pa tudi številne reprezentativne zasebne stavbe: vile Dimitra Jablanskega (Димитър Ябланский; Boulevard Tsar Osvoboditel No. 18; Kitajsko veleposlaništvo do 1991, danes prazna) in Čaralambi Sarmadžiev (Хараламби Сърмаджиев; Boulevard Zar Osvoboditel št. 19; danes: rezidenca turškega veleposlanika v Bolgariji), Alfabank pri Narodno Sabranie, številne hiše med Vasil Levski, Slivnitsa, Moskowska, Opalchenska in Positano.
V prejšnjih časih, pred drugo svetovno vojno, je bila stavba središče mestnega življenja v Sofiji in prebivalci Sofije so se ob vikendih z vso družino zgrnili v osrednje kopališče s svežnjem umazanega perila čez ramena. Bogatim so umazano perilo nosili služabniki. S seboj so vzeli hrano za cel dan, ki so ga preživeli v osrednjem kopališču. Tam so lahko naročili tudi kavo. Obisk kopališča je postal priljubljen obred prestolnice.
Tellak (ali Telektschi; opis kot reševalec ali maser ne odraža ustrezno njegove funkcije; bolgarsko телак) so bili do konca tudi v centralnem kopališču, ki so znane iz turških kopeli. Kdor je kupil ustrezno doplačilno vstopnico, jih je lahko namilil in zdrgnil. Ker so se ljudje kopali le enkrat na teden, jim je moral telak močno »brusiti« kožo; ni šlo le za preprosto miljenje ali masiranje.
Med bombardiranjem Sofije (10. januar in 30. marec 1944) med drugo svetovno vojno je bilo poškodovano severno krilo osrednjega kopališča. Vendar je bila stavba hitro popravljena in nekaj let kasneje popolnoma obnovljena.
Osrednje kopališče je bilo prvotno zasnovano kot balneološko zdravilišče. Zaradi higienskih zahtev mesta pa so ga kmalu morali preurediti v kopališče. V obdobju obstoja Centralnega kopališča od 1913 do 1986 se je število prebivalcev Sofije povečalo za desetkrat - s približno 100.000 na 1 milijon prebivalcev. Ko občinska kopališča konec 1960-ih niso bila več nujno potrebna, ko so se hiše postopoma priključevale na toplo vodo, se je začel počasen, progresiven propad centralnega kopališča. Včasih je bilo namenjeno tudi pranju perila. Manjša delna popravila centralnega bazena so bila ponovno izvedena v 1970-ih. V času socializma v Bolgariji ohranitev centralnega kopališča ni bila prioriteta oblastnikov. Stavba ni bila vzdrževana in je postopoma propadala. Leta 1986 so se odločili zapreti osrednji bazen in objekt je takrat vidno propadal.

## Muzej zgodovine mesta Sofija
Centralno kopališče je delovalo do leta 1986. Takrat so ga zaprli zaradi slabega konstrukcijskega stanja, grozila pa je tudi zrušitev strehe. Od leta 1988 do 1990 so bile tri kupole (glavni vhod, severni trakt, južni trakt) ponovno pokrite z bakreno streho. Toda barvno kovino so ukradli kos za kosom, da bi ga med pretresi prodali kot staro železo. Brezdomci so leta 1992 povzročili požar v stavbi. Leta 1993 je bil znesek, potreben za popravila, ocenjen na 12 milijonov dolarjev. Iskanje zasebnega investitorja, ki bi bazen upravljal s koncesijo za 50 do 70 let, je bilo 12 mesecev neuspešno. Leta 1998 je župan Stefan Sofijanski prav tako razpravljal o uporabi stavbe kot reprezentativne stavbe za mestno hišo, vendar je to naletelo na splošno zavrnitev.
Aprila 1998 je ustanovil občinsko podjetje "Stara Sofia" ("Стара София"/Stara Sofia) z muzejem o zgodovini Sofije. Osrednje kopališče naj bi postalo stalna razstavna stavba muzeja. Popolna rekonstrukcija stavbe se je začela konec leta 2004 v okviru splošnega načrta »Lepa Sofija« (Красива София/Krasiwa Sofia).
Osrednjo stavbo kopališča so že več let obnavljali, da bi v osrednjem traktu na 7000 m² nastanili Zgodovinski muzej Sofije (odločba iz leta 1998) in balneološki center (zdravilišča) v severnem traktu (kot tudi vzhodno krilo in dve notranji dvorišči). Dejanska prenova se je začela šele leta 2004. Septembra 2015 je bila stavba ponovno odprta kot muzej zgodovine mesta Sofija.

## Arhitektura
Zamisel in prve osnutke za izgradnjo novega centralnega kopališča je dal avstrijski arhitekt Friedrich Grünanger (1856–1929). Končno je bilo zgrajeno po načrtih dveh mladih bolgarskih arhitektov Petka Momčilova in Jurdana Milanova Popova. Načrti Friedricha Grünangerja in Petka Momčilowa iz let 1904 do 1905 so bili sprejeti 30. januarja 1906. Prejšnji avstrijski (1883; Emil Förster) in francoski (1901) načrti arhitektov so bili zavrnjeni. Lupina je bila dokončana leta 1908. Kopališče so slovesno odprli 13. maja 1913. Vendar pa stavba ni bila dokončana še dve leti. Takrat je bila pomembna javna stavba v Sofiji. Zgrajena je bila iz takrat novega gradbenega materiala armiranega betona.
Stavba je imela poleg glavnega vhoda še dva stranska vhoda. Tako glavni vhod kot obe stranski krili imata kupolasto streho.
Kopel je bila zgrajena v secesijskem arhitekturnem slogu, vendar z značilnimi bolgarskimi, bizantinskimi in pravoslavnimi okrasnimi elementi. Fasada je oblikovana iz okrasnih kamnitih plošč in pisanih keramičnih ploščic iz majolika keramike. Keramično dekoracijo (mozaične ploščice) za stavbo sta zasnovala in izdelala umetnika Čaralampi Tatčev (Харалампи Тачев) in Stefan Dimitrov (Стефан Димитров), oba profesorja na risarski šoli. Poslikana keramika je nadaljevala umetniško tradicijo trnovske in nesebarske arhitekturne šole, ki segajo v 12. do 14. stoletje. Zaradi te keramike je Centralno kopališče povezano z rojstvom novega gibanja v bolgarski arhitekturi, »nacionalne romantike«. Arhitekturni slog se imenuje tudi neobizantinska arhitektura ali 'nacionalni arhitekturni slog'.
Novost je bila izmenična razporeditev barvnih trakov in okrasnih motivov s podobami svete Sofije.
Objekt je sestavljen iz kleti, pritličja in galerije. Vplivi dunajske secesije so vidni zlasti v notranjosti. Osrednje kopališče je imelo velik bazen (bazen s hladno vodo) in dve krili, v vsakem po dve manjši mineralni kopeli za moške in ženske, ti pa so imeli po dva bazena, enega velikega in enega malega, prostore prvega in drugega razreda, kabine, sobe za sprostitev. z ležalniki za počitek po vroči kopalnici, delovnimi postajami za Telliks, številnimi tuši in savno.

## Mineralna voda
Sofija je že od antičnih časov znana po številnih mineralnih in termalnih vrelcih. Ti so imeli tudi pomembno vlogo pri ustanovitvi in naselitvi mesta (sprva Serdika, kasneje Sredec, nato Sofija). Zdravilni vrelci Serdike so bili znani že v rimskih časih in cenjeni zaradi svojih zdravilnih učinkov. Na tej točki so bili ključni za ustanovitev Serdike. V Serdiki je bilo v rimskih časih več term, ostanke katerih med drugim najdemo na trgu pred hotelom Sheraton in pod cerkvijo Svete nedelje.
Mineralna fontana v osrednjem kopališču je bila porušena v 1. stoletju in je do leta 1912 služila kot termalna fontana prebivalcem Sofije. Mineralna voda za termalno fontano v osrednji kopeli izvira pri temperaturi 46 °C jugovzhodno od mošeje Banja Baši, pod trgom kopeli. Termalni vrelec je med potresom leta 1858 in med gradbenimi deli v središču mesta v 1950-ih presahnil za nekaj mesecev.
V različnih okrožjih Sofije je skupaj 15 izvirov s skupno količino vode 130 litrov na sekundo. Poleg vrelca mineralne vode v Centralnih kopališčih obstajajo mineralni vrelci v okrožjih Ovča Kupel, Knjaževo, Gorna Banja, Bojana in Pančarevo, katerih uporaba je dokumentirana že od antičnih časov, pa tudi v mestu Bankja, ki je blizu Sofije. Prebivalci lahko brezplačno ustekleničijo mineralno vodo v prosto dostopnih vodnjakih (česmа). Bolgarsko ime česma je prevedeno tudi kot pipa, čeprav ne gre za običajen vodnjak z odprtim jaškom, temveč za žuboreč izvir, v katerem voda nenehno teče iz cevi, kot vodnjak.
Mineralno vodo iz sofijskega termalnega vrelca v centralnem kopališču so prebivalci Sofije že zelo dolgo cenili zaradi njenih zdravilnih učinkov. Severni trakt osrednjega kopališča (levi trakt - če gledamo na glavni vhod) je imel na levi strani, na zunanji strani stavbe, štiri pipe, iz katerih so prebivalci Sofije, predvsem starejši, redno točili toplo mineralno vodo brez plačila za domačo uporabo. Tradicionalno so jo polnili v manjše in večje demižone, ki so jih prinesli s seboj.
Ker so bile te pipe zaradi obnove zaprte, so bile leta 2002 na drugi strani ulice eksarha Josifa zgrajene nove pipe. Ulica eksarha Josifa poteka severno od zaprtega Zentralbada. Na enem mestu v tem trikotnem kompleksu z 42 pipami je kot okras pokrit Apolonov kip, saj Apolon velja za zavetnika zdravilstva in mestnih zdravilnih vrelcev, zato se simbolično pojavlja tudi v mestnem grbu. Kip se zamenjuje tudi s kipom Asklepija zaradi njegovega atributa, ki spominja na Asklepijevo palico. Za ta majhen kompleks pip sta bila odgovorna arhitekt Stanislav Konstantinov (Станислав Константинов) in kipar Georgi Čapkanov (Георги Чапкънов).
Te pipe (fontane) zelo aktivno uporabljajo prebivalci Sofije, zlasti starejši ljudje, da napolnijo svojo zdravilno mineralno vodo v steklenice in kanistre, ki so jih prinesli s seboj ali da jo pijejo na kraju samem.
Voda iz fontan Sofijskih mineralnih kopeli je slabo mineralizirana (vsebnost mineralov do 2 g/l), vsebuje hidrokarbonate in sulfate, ima alkalno reakcijo in je rahlo fluorirana. Vsebuje mikroelemente: železo, aluminij, mangan, germanij, galij, titan, molibden, platino, srebro, kalij, litij in stroncij. Uporablja se za zdravljenje (pitje ali kopel) naslednjih bolezni:
- Bolezni mišično-skeletnega sistema: artritis, revmatizem, osteoporoza, bolezni kosti, bolezni mišic in kit. Zaradi vsebnosti fluorida je voda primerna za profilaktično uporabo proti osteoporozi in kariesu.
- Bolezni perifernega živčnega sistema: kronična nevralgija, nevritis, pleksitis, radikulitis
- Ginekološke bolezni in neplodnost
- Bolezni ledvic in sečil: ledvični kamni, kronični pielonefritis, ledvična insuficienca, kronični prostatitis.
- Endokrinološke bolezni: Podagra, debelost
- tudi z: visokim krvnim tlakom, klimakteričnimi simptomi, blagimi oblikami nevroze.